# جایزه بریکترو در علوم زیستی
جایزه بریکترو در علوم زیستی (انگلیسی: Breakthrough Prize in Life Sciences) جایزه‌ای است که توسط کارآفرینان اینترنت، مارک زاکربرگ، و همسرش پریسیلا چان، سرگئی برین، یوری میلنر، ان ویسیکی، آرتور لوینسون و یکی از مؤسسین 23andMe در سال ۲۰۱۳ بنیان نهاده شده‌است. این جایزه یکی از جوایز سه‌گانهٔ «جایزه بریکترو» محسوب می‌شود که هر ساله اهداء می‌شود.